# 能高瀑布 (南投縣仁愛鄉)
能高瀑布位於台灣南投縣仁愛鄉，濁水溪支流塔羅灣溪上游，瀑布標高約3000公尺至2850公尺，落差約150公尺，為台灣高海拔瀑布之一。能高越嶺道由屯原（西段入口）進入後，一路與塔羅灣溪平行前進，過雲海保線所後，兩旁山勢愈來愈高聳，溪澗不再平伏流動，終而轉為壁立垂流，形成瀑布景觀。於能高越嶺道上可見瀑布分三層於巍峨的高山上落下，故稱為「三疊瀑布」。日治時期，由於水瀑自中段分為兩道水流，猶如夫妻並肩而立，故稱為「夫妻瀧」。每年夏、秋兩季水量豐沛時，氣勢磅礡，宛如一條奔騰於山林間的銀色絲帶。

## 交通資訊
- 由國道6號埔里端下左轉台14線中山路一段(埔霧公路)後直行至屯原能高越嶺道西段登山口進入，沿古道上行約行走4.5公里可抵達雲海保線所，續向前行約8公里可抵瀑布下方的能高吊橋，即可眺望瀑布景觀。
- 步道現況：能高越嶺東段步道整修中，全線封閉，請勿進入以免發生危險。

## 解
1. ↑  根據《臺灣通用電子地圖【NLSC】》、《農航所（正射影像圖）》對照。
2. ↑  根據陳慧坤繪出能高瀑布山水畫作品，能高瀑布為四階連瀑，因最上層的瀑布得透過遠處觀望才能窺得，因此行走於能高越嶺道，即使在距離能高瀑布最近的吊橋上，也無法看見最上層的瀑布[4]。

## 外部連結
- 在Youtube的能高瀑布影像 （页面存档备份，存于）
- 在Panoramio的能高瀑布影像